# مشك أباد سفلي
مشك أباد سفلي هي قرية في مقاطعة أرومية، إيران. عدد سكان هذه القرية هو 345 في سنة 2006.